# Rude Awakening
A Rude Awakening a Megadeth együttes első koncertfelvétele, amely 2002 tavaszán jelent meg CD-n és DVD-n a Sanctuary Records kiadásában. Eredetileg a turné argentínai állomását szerették volna rögzíteni, de a 2001. szeptember 11-ei terrortámadások miatt a zenekar úgy döntött, hogy az Egyesült Államokban veszik fel az anyagot. A felvételen az előző évi The World Needs a Hero című stúdióalbumot készítő felállásban hallható az együttes, amely még abban az évben fel is oszlott egy időre.

## Az album dalai
| 1.  | Dread and the Fugitive Mind | 4:12 |
| 2.  | Kill the King               | 3:51 |
| 3.  | Wake Up Dead                | 3:26 |
| 4.  | In My Darkest Hour          | 5:28 |
| 5.  | Angry Again                 | 3:22 |
| 6.  | She-Wolf                    | 8:17 |
| 7.  | Reckoning Day               | 4:24 |
| 8.  | Devil's Island              | 5:06 |
| 9.  | Train of Consequences       | 4:30 |
| 10. | À Tout le Monde             | 4:49 |
| 11. | Burning Bridges             | 4:56 |
| 12. | Hangar 18                   | 4:45 |
| 13. | Return to Hangar            | 3:54 |
| 14. | Hook in Mouth               | 4:40 |

| 1.  | Almost Honest           | 3:57 |
| 2.  | 1000 Times Goodbye      | 6:14 |
| 3.  | Mechanix                | 4:36 |
| 4.  | Tornado of Souls        | 5:47 |
| 5.  | Ashes in Your Mouth     | 6:04 |
| 6.  | Sweating Bullets        | 4:38 |
| 7.  | Trust                   | 6:46 |
| 8.  | Symphony of Destruction | 4:50 |
| 9.  | Peace Sells             | 5:22 |
| 10. | Holy Wars               | 8:51 |

## A videó tartalma
Koncert
1. Dread and the Fugitive Mind
2. Wake Up Dead
3. In My Darkest Hour
4. She-Wolf
5. Reckoning Day
6. Devil's Island
7. Burning Bridges
8. Hangar 18
9. Return to Hangar
10. Hook in Mouth
11. 1000 Times Goodbye
12. Mechanix
13. Tornado of Souls
14. Ashes in Your Mouth
15. Sweating Bullets
16. Trust
17. Symphony of Destruction
18. Peace Sells
19. Holy Wars
20. Silent Scorn (tape)

Bónuszok
- Megadeth on Megadeth
- Paul Gargano on Megadeth (text)
- Bónusz koncertfelvételek:

1. Kill the King
2. Angry Again
3. Almost Honest
4. Train of Consequences
5. À Tout le Monde

## Közreműködők
- Dave Mustaine – gitár, ének
- Al Pitrelli – szólógitár
- Dave Ellefson – basszusgitár, vokál
- Jimmy DeGrasso – dobok